# Mojca Mavrič
Mojca Mavrič, slovenska telovadka, * 8. oktober 1980, Ljubljana.
Mojca Mavrič je za Slovenijo nastopila na Poletnih olimpijskih igrah 2000 v Sydneyju, kjer je nastopila na parterju, dvovišinski bradlji, gredi, v preskoku in mnogoboju, v nobeni izmed disciplin pa se ni uspela uvrstiti v finale.